# محمدرضا نیک‌نهال
محمدرضا نیک‌نهال (انگلیسی: Mohammad Reza Niknahal؛ زاده ) یک بازیکن فوتبال اهل ایران است.